# St. Louis Rams 1995
La stagione 1995 dei St. Louis Rams è stata la 58ª della franchigia nella National Football League e la prima a St. Louis, Missouri Dopo quasi cinquant'anni, la proprietaria Georgia Frontiere annunciò che la squadra si sarebbe trasferita a St. Louis da Los Angeles il 15 gennaio 1995, dove sarebbe rimasta per 21 stagioni.

## Roster
| Roster dei St. Louis Rams nel 1995 |
| --- |
| Quarterback - 16 Dave Barr - 12 Chris Miller - 11 Mark Rypien Running Back - 20 Johnny Bailey - 36 Jerome Bettis - 31 Brent Moss - 28 Greg Robinson - 42 Leonard Russell - 30 Ron Wolfley Wide Receiver - 80 Isaac Bruce - 86 Jessie Hester - 81 Todd Kinchen - 18 J.T. Thomas Tight End - 47 Marv Cook - 84 Troy Drayton - 83 Lovell Pinkney - 87 Jim Price Offensive Linemen - 77 Darryl Ashmore T - 71 Chuck Belin G - 61 Bern Brostek C - 70 Wayne Gandy T - 79 Leo Goeas G - 69 Jesse James C - 72 Clarence Jones - 64 Keith Loneker G - 73 Zach Wiegert G/T Defensive Linemen - 93 Kevin Carter DE - 75 D'Marco Farr DT - 90 Sean Gilbert DE - 98 Jimmie Jones DT - 95 Brad Ottis DE - 60 Fred Stokes DE Linebacker - 56 Shane Conlan - 53 Cedric Figaro - 57 Thomas Homco - 50 Dana Howard - 51 Carlos Jenkins - 58 Roman Phifer Defensive Back - 29 Dexter Davis CB - 46 Torin Dorn - 41 Todd Lyght CB - 35 Keith Lyle FS/SS - 23 Gerald McBurrows FS - 21 John Reece - 22 Mike Scurlock - 32 Toby Wright Special Team - 5 Sean Landeta P - 3 Steve McLaughlin K |
| Legenda - I rookie sono in corsivo. - Il primo ruolo è il principale mentre gli eventuali successivi indicano i ruoli secondari. - (IR) sta per Injured Reserve ed indica la lista ristretta per un solo giocatore infortunato che può tornare ad allenarsi dopo la settimana 6 e a rientrare in prima squadra dopo che questa ha giocato 8 partite. - (NF-Inj.) / (NF-Ill.) stanno rispettivamente per Non-Football Injured e Non-Football Illness ed indicano le liste dove viene inserito un giocatore che ha un infortunio o una malattia non dipendente dal football americano. - (PUP) sta per Physically Unable to Perform ed indica la lista dove viene inserito un giocatore mentre è in attesa di recuperare la condizione fisica. Nella stagione regolare dopo la sesta partita giocata dalla propria squadra, il giocatore ha tempo tre settimane per riprendere ad allenarsi, più tre settimane aggiuntive dal suo rientro agli allenamenti per rientrare in prima squadra.                                                                                 |

Fonte:

## Calendario
| Stagione regolare |                        |                    |
| Turno             | Avversario             | Risultato          |
| 1                 | at Green Bay Packers   | V 17–14            |
| 2                 | New Orleans Saints     | V 17–13            |
| 3                 | at Carolina Panthers   | V 31–10            |
| 4                 | Chicago Bears          | V 34–28            |
| 5                 | at Indianapolis Colts  | S 21–18            |
| 6                 | Settimana di pausa     | Settimana di pausa |
| 7                 | Atlanta Falcons        | V 21–19            |
| 8                 | San Francisco 49ers    | S 44–10            |
| 9                 | at Philadelphia Eagles | S 20–9             |
| 10                | at New Orleans Saints  | S 19–10            |
| 11                | Carolina Panthers      | V 28–17            |
| 12                | at Atlanta Falcons     | S 31–6             |
| 13                | at San Francisco 49ers | S 41–13            |
| 14                | at New York Jets       | V 23–20            |
| 15                | Buffalo Bills          | S 45–27            |
| 16                | Washington Redskins    | S 35–23            |
| 17                | Miami Dolphins         | S 41–22            |

## Classifiche
| NFC West                |    |   |   |      |     |     |     |
|                         | V  | S | P | %    | PF  | PS  | STR |
| (2) San Francisco 49ers | 11 | 5 | 0 | .688 | 457 | 258 | S1  |
| (6) Atlanta Falcons     | 9  | 7 | 0 | .563 | 362 | 349 | V1  |
| St. Louis Rams          | 7  | 9 | 0 | .438 | 309 | 418 | S3  |
| Carolina Panthers       | 7  | 9 | 0 | .438 | 289 | 325 | S1  |
| New Orleans Saints      | 7  | 9 | 0 | .438 | 319 | 348 | V1  |